# 生田斗真
生田 斗真（いくた とうま、1984年〈昭和59年〉10月7日 - ）は、日本の俳優、タレント。北海道室蘭市出身。弟はフジテレビアナウンサーの生田竜聖。妻は女優の清野菜名。

## 来歴
生誕から2歳まで北海道室蘭市で過ごす。1996年、SMAPのファンだった母親が「SMAPに会えるかも」と考えたことをきっかけに母親が履歴書を送り、オーディションに参加して採用される。11歳でジャニーズ事務所に入所し、ジャニーズJr.として活動を開始する。その2か月後から2年間、教育番組『天才てれびくん』（NHK教育）にてれび戦士として出演。番組の企画でウエンツ瑛士・前田亜季らとバンドを組み、ストロベリーパフェとしてCDデビューを果たした。なお、生田は個人としてのCDデビューはしていない。
1997年、NHK連続テレビ小説『あぐり』で子役としてデビュー。また、同年に松本潤、相葉雅紀、二宮和也とジャニーズJr.内ユニット・MAINを結成。
2003年2月14日、堀越高等学校を卒業。同級生に尾上松也がおり、卒業後も交流がある。
その後も数々のドラマや舞台に出演し、2007年夏に放送されたテレビドラマ『花ざかりの君たちへ〜イケメン♂パラダイス〜』（フジテレビ）に中津秀一役で出演したことにより知名度を高め、注目されるようになる。同作では第54回ザテレビジョン ドラマアカデミー賞・助演男優賞と第11回日刊スポーツ・ドラマグランプリ・助演男優賞を受賞した。
2011年、主演映画『人間失格』と『ハナミズキ』でジャニーズ初のキネマ旬報ベスト・テン新人男優賞とブルーリボン賞新人賞を受賞。
私生活では、2015年1月期放送の『ウロボロス〜この愛こそ、正義。』での共演を機に交際していた女優の清野菜名と、5年の交際期間を経て2020年6月1日に婚姻届を提出し結婚、同月5日、2人の連名で発表した。挙式や披露宴は未定。
2021年6月27日、公式Instagramを開設。
2021年10月22日、妻の清野菜名が第1子を妊娠していることが報じられ、2022年3月9日、第1子が誕生したことを報告した。
2023年11月7日、同年11月20日を以ってSMILE-UP.（旧ジャニーズ事務所）を退所し、フリーランスの俳優として活動していくことを発表した。
2023年11月20日、公式会員制ブログを更新し、「この場所で愛する仲間たちに出会えた事は僕の財産です。彼らに恥じぬよう、負けぬよう、精進します。27年間、本当にありがとうございました」と感謝の言葉を記し、SMILE-UP.を退所してフリーランスの俳優となった。

## 人物
かつてはKinKi Kidsら先輩のバックで踊ったり、1998年6月に同期の山下智久と2人でB.I.G. East（同年9月には新たに5人が加わりB.I.G.へ改名）として、2002年には山下、風間俊介、長谷川純の4人でジャニーズJr.内ユニット・Four Topsとして活動したりもしていたが、歌手業を主とするジャニーズ事務所に所属しながら俳優としての活動に重きをおくようになったため、“異色のジャニーズ”と言われる。MAINとして活動していた当時は“第2のキムタク”と評されるなど世間から大きな期待が寄せられていた。しかし、生田はMAINの中では唯一嵐のメンバー選考で落選し、このことに関して「仕事の厳しさを思い知った」と語っている。
嵐や関ジャニ∞ら同期がCDデビューする中で学生の頃には自らの進路についても悩んだが、その頃に共演した「劇団☆新感線」の団員らの舞台での楽しそうな姿を見て「格好いい」と感じ、また、物作りの楽しさにも魅了され、芸能活動続行を決意した。
俳優として演じる側のみならず、2018年に第40回ぴあフィルムフェスティバルのメインプログラムであるコンペティション部門「PFFアワード」の最終審査員にも選ばれ、グランプリのプレゼンターも務めた。
サッカーが好きで、小学校1年生からジャニーズ事務所に入る小学5年生まで地元のサッカークラブに所属していた。20代前半の頃からは日本舞踊を習っている。
綺麗好きで、趣味は掃除と洗濯、除菌。

## 受賞歴
2007年
- 第54回ザテレビジョンドラマアカデミー賞 助演男優賞（『花ざかりの君たちへ〜イケメン♂パラダイス〜』）
- 第11回日刊スポーツ・ドラマグランプリ 助演男優賞（『花ざかりの君たちへ〜イケメン♂パラダイス〜』）

2011年
- 第84回キネマ旬報ベスト・テン 新人男優賞（『人間失格』『ハナミズキ』）
- 第53回ブルーリボン賞 新人賞（『人間失格』『ハナミズキ』）

2020年
- 東京ドラマアウォード2020 主演男優賞（『俺の話は長い』）

## 出演
ユニットとしての出演はMAIN、B.I.G. East、B.I.G.、Four Topsを参照。個人での出演のみ記載。
※主演作品は太字

### テレビドラマ
- 連続テレビ小説 あぐり（1997年7月24日 - 28日[44]、NHK総合）[12]望月淳之介（少年期） 役
- お正月だよ!天才てれびくん 電脳西遊記（1998年1月1日、NHK教育）白馬天竜 役
- LOVE&PEACE（1998年4月18日 - 7月4日、日本テレビ）堀口洋平 役[45]
- BOYS BE… Jr. 第5回（1998年11月1日、日本テレビ）主演・植木和浩 役
- 熱血恋愛道（日本テレビ）
  - case.5（1999年2月7日）主演・伊藤潔 役
  - case.15（1999年4月18日）主演・ナルキ 役
- 怖い日曜日〜新章〜（1999年10月3日 - 12月26日、日本テレビ）
- サイコメトラーEIJI II 第5話（1999年11月13日、日本テレビ）深海龍彦 役
- 怖い日曜日〜2000〜「第1話　続きのシーン〜ビデオに写った謎のノイズ〜」（2000年7月2日、日本テレビ）主演
- 第17回サントリーミステリー大賞スペシャル 午前三時のルースター（2000年11月25日、テレビ朝日）中西慎一郎 役
- 史上最悪のデート 10th DATE（2001年2月11日、日本テレビ）主演・佐助 役
- ネバーランド（2001年7月6日 - 9月14日、TBS）瀬戸統 役
- 人にやさしく「第5話」（2002年2月4日、フジテレビ）佑介 役
- 演技者。シリーズ（フジテレビ）
  - 演技者。 アメリカ（2002年8月13日 - 9月17日）八田 役
  - 劇団演技者。 眠れる森の死体（2005年2月15日 - 3月15日）主演・エイジ 役
  - 劇団演技者。男の夢（2006年1月10日 - 2月7日）主演・山崎 役
- 昨日の友は今日の敵?（2004年1月5日 - 2月9日、NHK総合）日高保彦 役
- 監察医・室生亜季子 35 〜墜転落死〜（2004年11月9日、日本テレビ）伊藤信二 役
- 御宿かわせみ 第三章 第2話・第3話・第9話（2005年5月13日 - 8月5日、NHK総合）松本伊太郎 役
- 刑事部屋〜六本木おかしな捜査班〜（2005年7月6日 - 9月14日、テレビ朝日）越智由記夫（ポチ） 役
- 飛鳥へ、そしてまだ見ぬ子へ（2005年10月10日、フジテレビ）沢村和也 役
- アキハバラ@DEEP（2006年6月19日 - 8月7日、TBS）ボックス（宮前定継） 役
- 花より男子2（リターンズ）「第1話」（2007年1月5日、TBS）織部順平 役
- 花ざかりの君たちへ〜イケメン♂パラダイス〜（2007年7月3日 - 9月18日、フジテレビ）中津秀一 役
  - 花ざかりの君たちへ〜イケメン♂パラダイス〜 卒業式&7と1/2（ななとにぶんのいち）話スペシャル（2008年10月12日）
- ハチミツとクローバー（2008年1月8日 - 3月18日、フジテレビ）竹本祐太 役
- 魔王（2008年7月4日 - 9月12日、TBS）主演・芹沢直人 役
- ヴォイス〜命なき者の声〜（2009年1月12日 - 3月23日、フジテレビ）石末亮介 役
- 魔女裁判（2009年4月25日 - 7月11日、フジテレビ）主演・吉岡徹 役
- 世にも奇妙な物語 秋の特別編「自殺者リサイクル法」（2009年10月5日、フジテレビ）主演・ミキオ 役
- うぬぼれ刑事（2010年7月9日 - 9月17日、TBS）本城サダメ 役
- 松本清張スペシャル 球形の荒野（2010年11月26日・27日、フジテレビ）添田彰一 役
- 遅咲きのヒマワリ〜ボクの人生、リニューアル〜（2012年10月22日 - 12月25日、フジテレビ）主演・小平丈太郎 役
- 大河ドラマ（NHK）
  - 軍師官兵衛 第11回 - 第36回（2014年3月16日 - 9月7日） 高山右近 役
  - いだてん〜東京オリムピック噺〜 第1回 - 第24回（2019年1月6日 - 6月23日） 三島弥彦 役[46]
  - 鎌倉殿の13人 第31回 - 第45回（2022年8月14日 - 11月27日） 源仲章 役[47]
  - べらぼう〜蔦重栄華乃夢噺〜 第2回 -（2025年1月12日 - ） - 一橋治済 役[48]
- ウロボロス〜この愛こそ、正義。（2015年1月16日 - 3月20日、TBS）主演・龍崎イクオ 役[49]
- 俺の話は長い（2019年10月12日 - 12月14日、日本テレビ）主演・岸辺満 役[50]
  - 俺の話は長い 〜2025・春〜（2025年3月30日・4月6日、日本テレビ）[51]
- アメリカに負けなかった男〜バカヤロー総理 吉田茂〜（2020年2月24日、テレビ東京）白洲次郎 役[52][53]
- JOKE〜2022パニック配信!（2020年8月10日、NHK総合）主演・沢井竜一 役[54]
- 書けないッ!?〜脚本家 吉丸圭佑の筋書きのない生活〜（2021年1月16日 - 3月13日、テレビ朝日）主演・吉丸圭佑 役[3][55]
- 元彼の遺言状（2022年4月11日 - 6月20日、フジテレビ）森川栄治 役 / 森川富治 役[56][57]
- 大河ドラマが生まれた日（2023年2月4日、NHK総合）主演・山岡進平 役[58][59]
- 幸運なひと（2023年3月6日、NHK BSプレミアム・BS4K）主演・松本拓哉 役[60][61]
- 警部補ダイマジン（2023年7月7日 - 9月1日、テレビ朝日）主演・台場陣 役[62]

### 配信ドラマ
- 映画「湯道」アナザーストーリー 湯道への道（2023年2月16日配信、Amazon Prime Video） - 主演・安藤 役[63]
- さよならのつづき（2024年11月14日配信、Netflix） - 中町雄介 役[64]
- 海星のクラッチ日誌（2025年3月30日・4月6日〈予定〉、Hulu） - 岸辺満 役[65]

### 映画
- 人間失格（2010年2月20日公開、角川映画）主演・大庭葉蔵 役[66]
- シーサイドモーテル（2010年6月5日公開、アスミック・エース）主演・亀田雅之 役
- ハナミズキ（2010年8月21日公開、東宝）[67]木内康平 役
- 源氏物語 千年の謎（2011年12月10日公開、東宝）主演・光源氏 役[68]
- 僕等がいた シリーズ（東宝/アスミック・エース）主演・矢野元晴 役
  - 僕等がいた 前篇（2012年3月17日公開）
  - 僕等がいた 後篇（2012年4月21日公開）
- 脳男（2013年2月9日公開、東宝）主演・鈴木一郎 役
- 土竜の唄 シリーズ（東宝）主演・菊川玲二 役
  - 土竜の唄 潜入捜査官REIJI（2014年2月15日公開）
  - 土竜の唄 香港狂騒曲（2016年12月23日公開）
  - 土竜の唄 FINAL（2021年11月19日公開）[69]
- MIRACLE デビクロくんの恋と魔法（2014年11月22日公開、東宝、アスミック・エース）北山一路 役
- 予告犯（2015年6月6日公開、東宝）主演・ゲイツ 役
- グラスホッパー（2015年11月7日公開、KADOKAWA / 松竹）主演・鈴木 役
- 秘密 THE TOP SECRET（2016年8月6日公開、松竹）主演・薪剛 役[6]
- 彼らが本気で編むときは、（2017年2月25日、スールキートス）主演・リンコ 役 [70]
- 先生!、、、好きになってもいいですか?（2017年10月28日公開、ワーナー・ブラザース映画）主演・伊藤貢作 役[71]
- 友罪（2018年5月25日公開、ギャガ）主演・益田純一 役（瑛太とW主演）[72]
- 湯道（2023年2月23日公開、東宝） - 主演・三浦史朗 役[73]
- 渇水（2023年6月2日公開、KADOKAWA） -  主演・岩切俊作 役[74][75]
- 告白 コンフェッション（2024年5月31日公開、ギャガ） - 主演・浅井啓介 役（ヤン・イクチュンとW主演）[76][77]

### 配信映画
- 生田斗真 挑む（2022年6月16日配信、Netflix）[78][79]※ドキュメンタリー
- Demon City 鬼ゴロシ（2025年2月27日配信、Netflix） - 主演・坂田周平 役[80]

### 舞台
- Stand by Me（1997年7月26日・27日、大阪ドラマシティ / 8月8日 - 21日、東京アートスフィア） - バーン 役[44]
- ジャニーズファンタジー「KYO TO KYO」オールジャニーズJr.公演（1997年8月29日・9月7日、シアター1200）[44]
- MILLENNIUM SHOCK（2000年）ショータイムに出演[2]
- スサノオ〜神の剣の物語〜（2002年）カゼヨミ 役
- SHOCK〜is Real Shock〜（2003年1月8日 - 2月25日、帝国劇場）[2][81]トウマ 役
- PLAYZONE2003 Vacation（2003年）[2]トーマス 役
- エドガーさんは行方不明（2004年）[66]バリー・トレイバー 役
- mama loves MAMBO III（2004年）川原光 役
- PLAYZONE2004 WEST SIDE STORY（2004年）Aラブ 役
- WEST SIDE STORY（2004年）[2]アクション 役
- あずみ〜AZUMI on STAGE〜（2005年4月3日 - 26日、明治座）うきは / なち 役（2役）[82]
  - あずみ〜AZUMI RETURNS〜（2006年）うきは 役、なち 役（2役）
- Cat in the Red Boots（2006年）主演・トーマ 役
- Endless SHOCK（2007年）[2]トウマ 役
- ヴェローナの二紳士（2007年）主演・ヴァレンタイン 役
- グリース（2008年10月20日 - 11月4日、青山劇場 / 11月14日 - 17日、シアターBRAVA!）主演・ダニー 役[83]
- ミシマダブル（2011年2月2日 - 3月2日、シアターコクーン）[84]
  - サド侯爵夫人 - アンヌ 役　[84]
  - わが友ヒットラー - アドルフ・ヒットラー 役[84]
- かもめ（2013年）主演・トレープレフ 役
- SHINKANSEN☆RX 「Vamp Bamboo burn〜ヴァン・バン・バーン〜」（2016年8月 - 10月、東京・大阪） - 主演・藤原藤志櫻/TOSHIRO 役[85]
- ローゼンクランツとギルデンスターンは死んだ（2017年10月30日 - 11月26日、世田谷パブリックシアター） - ローゼンクランツ役
- 偽義経冥界歌（2019年3月8日 - 21日、フェスティバルホール /  4月2日 - 7日、金沢歌劇座 / 4月18日 - 21日、まつもと市民芸術館） - 主演・源九郎義経 役[86]
  - 2020年劇団☆新感線39興行・春公演 いのうえ歌舞伎『偽義経冥界歌』（2020年2月15日 - 26日・3月19日 - 24日[注釈 2]、TBS赤坂ACTシアター） - 主演・源九郎義経 役[90]
- オレステイア（2019年6月6日 - 30日、新国立劇場中劇場） - 主演・オレステス 役[91]
- 朗読劇『ハロルドとモード』（2020年9月28日 - 10月3日、EXシアター六本木 / 10月14日・15日、シアター・ドラマシティ） - ハロルド 役[92]
- ほんとうのハウンド警部（2021年3月5日 - 31日、Bunkamunaシアターコクーン） - 主演・ムーン 役[93][94]
- 新作歌舞伎「赤胴鈴之助」（2021年8月13日 - 22日、本多劇場） - 竜巻雷之進 役（特別出演）[20]
- てなもんや三文オペラ（2022年6月11日 - 8月7日、PARCO劇場 他[注釈 3]）- 主演・マック・ザ・ナイフ 役[98]
- 劇団☆新感線44周年興行・夏秋公演 いのうえ歌舞伎『バサラオ』（2024年7月7日 - 8月2日、博多座 / 8月12日 - 9月26日、明治座 / 10月5日 - 17日、フェスティバルホール） - 主演・ヒュウガ 役[99]

### テレビ番組
- 天才てれびくん（1996年 - 1998年1月20日[100]、NHK教育）- てれび戦士
- ミュージックジャンプ（1997年4月 - 2000年3月26日、NHK BS2）[44]
- 愛LOVEジュニア（1997年4月 - 1998年9月28日、テレビ東京）[44]
- 中居正広のボクらはみんな生きている（1997年10月28日 - 1998年10月24日、フジテレビ）[44]
- 8時だJ（1998年4月15日 - 1999年9月22日、テレビ朝日）
- SHOW-NEN J（1998年4月2日 - 10月1日、朝日放送）[45]
- Gyu!と抱きしめたい!（1998年4月5日 - 9月27日、日本テレビ）[45]
- やったるJ（1999年10月20日 - 2000年3月8日、テレビ朝日）
- ザ少年倶楽部（2000年4月9日 - 2004年2月15日、NHK BS2）
- ガキバラ帝国2000!（2000年4月15日 - 2000年12月、TBS）
- ガキバラ!（2001年1月15日 - 3月10日、TBS）
- USO!?ジャパン（2001年4月14日 - 2003年9月13日、TBS）
- ピカイチ（1999年10月3日 - 2001年9月30日、日本テレビ）
- あしたのJ（2001年7月 - 9月、日本テレビ）
- ジャパン☆ウォーカー（2001年10月7日 - 2002年3月31日、日本テレビ）
- 裸の少年（2004年 - 2007年、テレビ朝日）
- ボディーミュージアム（2018年4月25日、NHK BSプレミアム） - 司会[101]
- 平成万葉集（2019年1月2日[102]・4月17日- 5月1日[103]、NHK BSプレミアム）
- みいつけた!（2023年4月3日 - 、NHK Eテレ） - らくだしさん（不定期出演）[104][105]

### ラジオ
- ちゃぱら☆Fight ジャニーズJr.の月曜日（1997年4月14日 - 1999年10月、文化放送）[44]
- DOKI2 アフタースクール（1998年4月6日 - 2002年3月29日、ニッポン放送）[45]
- 生田斗真のオールナイトニッポン（2007年12月14日、ニッポン放送）
  - 生田斗真のオールナイトニッポンGOLD（2012年11月23日、ニッポン放送）

### ミュージック・ビデオ
- TOKIO「NaNaNa (太陽なんていらねぇ)」（2010年）[106]
- 嵐「復活LOVE」（2016年）[107]
- マキシマム ザ ホルモン「殺意vs殺意（共犯：生田斗真）」（2024年）[108]

### CM
- 進研ゼミ「中学講座」（1996年[100] - 1997年[109]）
- 日本文具振興「文具券」（1998年）[45]
- ミサワホーム 企業CM（1998年[45] - 1999年）
- ケンタッキー「金黒ごまの鶏竜田」（2008年3月20日 - 4月23日）
- ロッテ
  - 「ACUO」[110]
  - 「ACUO POWDER」[111]
- 日清食品「日清焼そばU.F.O.」（2010年3月 - ）[112]
- スクウェア・エニックス「ファイナルファンタジーXIV」（2010年9月 - ）[113]
- ダノンウォーターズオブジャパン「ボルヴィック」（2011年7月 - 2012年3月）
- トヨタ自動車「ヴィッツ」（2010年12月 - ）[114]
- アース製薬「バスロマン」（2011年10月 - ）
- 日本ハム「彩りキッチン」（2013年6月 - ）[115]
- P&Gジャパン
  - 「アリエール」（2013年6月 -2025年1月 ）[116]
  - 「ボールド ジェルボール」（2023年8月 ）[117]
- モンデリーズ・ジャパン「HALLS ICE CUBE」（2013年9月 - ）[118]
- サントリー「澄みわたる梅酒」（2014年4月 - ）[119]
- サントリーフーズ「デカビタC」
  - 任天堂「マリオスポーツ スーパースターズ」タイアップ（2017年）[120]
  - カプコン「モンスターハンター：ワールド」タイアップ（2018年2月 - ）[121]
- 日本生命保険「ニッセイ就業不能保険」（2017年10月 - ）[122]
- キリンビール
  - 「キリン・ザ・ストロング」（2019年3月 - ）[123]
  - 「麒麟特製ストロング」（2020年4月 - ）[124]
- フォーラムエンジニアリング「コグナビ」（2020年4月 - ）[125]
- ファミリーマート
  - 「てりやきたまご」（2022年3月 - ）[126]
  - 「ファミマのチキン」[127]（2022年12月 - ） - CM内でクリスマススペシャル限定ユニット「生田斗真 with ふぉ〜ゆ〜」を結成[128]
- 住友金属鉱山 企業CM（2022年10月 - ）[39]
- アイム「ブライトエイジ」（2023年1月 - ）[129]
- アサヒビール「アサヒスーパードライ生ジョッキ缶」（2023年3月 - ）[130]
- MIXI「モンスターストライク」（2025年5月 - ）[131]

### イベント・フェス
- 交通安全区民のつどい（1998年4月2日、練馬区民文化センター）[132]
- 第80回全国高校野球選手権記念大会 プレイベント（1998年8月6日、阪神甲子園球場）[45]
- ROCK IN JAPAN FESTIVAL 2024（2024年8月4日、千葉市蘇我スポーツ公園）[133]

## 書籍

### 雑誌連載
- ワニブックス
  - 『Wink Up』「生田斗真の生きた言葉」（2003年12月号 - 2010年4月号）
  - 『＋act.（プラスアクト）』
    - 「さらば、紅い髪のエイリアン」（2010年7月号 - 2015年11月号）
    - 「紅い髪のエイリアン2」（2015年12月号 - 2021年7月号[134]）

### Johnny's web連載
- 生田斗真のトマゴト（2005年11月4日 - 2006年2月3日）
- トマゴト改（ハイパー）（2006年9月1日 - 2007年3月1日）
- MAとの合同企画「禁断のトMAゴト」（2006年12月25日 - 2007年3月6日）
- トマゴト超（ネオ）（2007年6月15日 - 10月31日）
- トマゴト（2008年1月7日 - 2009年12月31日）
- 生田斗真の部屋（2010年1月1日 - ）

## 作品

### 参加作品
- マキシマム ザ ホルモン「殺意vs殺意（共犯：生田斗真）」（2024年）[注釈 4]